# Cultura punjabi
A cultura punjabi durante o período da civilização do vale do Indo, foi uma das primeiras culturas mais sofisticadas do mundo assim como a das primeiras cidades planejadas do mundo. A antiga cultura Punjabi é equivalente às culturas da antiga China, Mesopotâmia e Egito e da Grécia. Alguns estudiosos acreditam que no seu auge, ela superou a sofisticação e os alcances culturais das demais nações da época para se tornar a civilização que dominaria o mundo antigo daquela região.  

## Características
Um dos aspectos mais peculiares desta civilização é que não foram encontradas quase nenhuma arma em escavações arqueológicas.  Nesse ponto, era bem diferente em relação às outras civilizações da época. Arqueólogos acreditam que isso indica que essa civilização era extraordinariamente pacífica.  Um outro fator peculiar era a falta de templos grandiosos e palácios, arqueólogos acreditam que isso indica que a civilização não era hierarquizada em estruturas de poder, é uma civilização quase única na história.
Punjabis antigos eram renomados pela sua excelência arquitetônica e deram a sua civilização a maior e mais distinta vista com sua arquitetura à base de tijolos de barro. O alfabeto escrito dos antigos Punjabis ainda está para ser decifrado e decodificado, esta continua sendo uma das únicas culturas a qual a literatura continua sendo desconhecida e não legível. Punjabis antigos se divertiam e eram fascinados em jogos, isso é comprovado por vários artefatos de jogos, assim como dados escavados por arqueólogos. 

## Idade Média
A cultura da idade média Punjabi, durante o período das invasões de outros povos, havia um grande complexo de camadas que cresceram para um outro nível. Durante esse tempo contribuições e influencias dos gregos, persas, mongóis, afegãos eram incorporadas na enorme complexabilidade e sofisticação da cultura Punjabi. Durante esse período, houve o nascimento da nova religião mundial no Punjabi, Siquismo, essa religião teve um efeito dramático na cultura e deu uma dimensão adicional.  Essa nova perspectiva desenvolveu as dimensões militares da cultura e do seu povo.

## Idade Moderna
Devido ao grande número de pessoas Punjabi distribuídas pelo mundo, principalmente no Paquistão e na Índia, muitas pessoas estão sendo influenciadas e sendo atraídas por esta cultura.  A cultura Punjabi tradicional está sendo expandida pelo mundo ocidental. Os atrativos são muitos: Filosofia, poesia, espiritualidade, educação, arte, música, culinária e arquitetura. 